# Vachellia nilotica
Acacia nilotica là một loài thực vật có hoa trong họ Đậu. Loài này được (L.) P.J.H. Hurter & Mabb. mô tả khoa học đầu tiên năm 2008.

## Hình ảnh

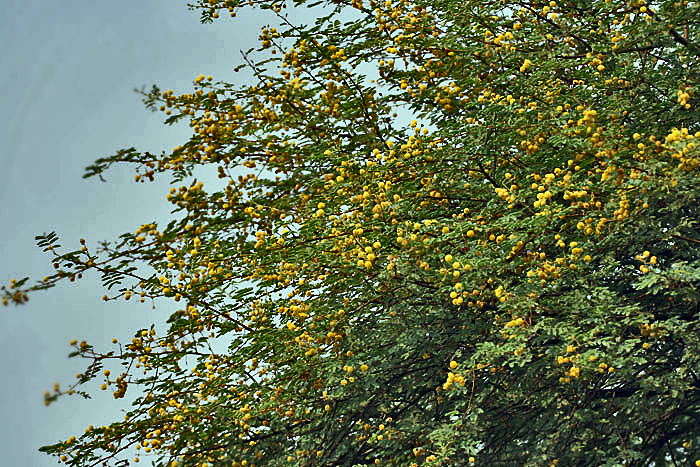
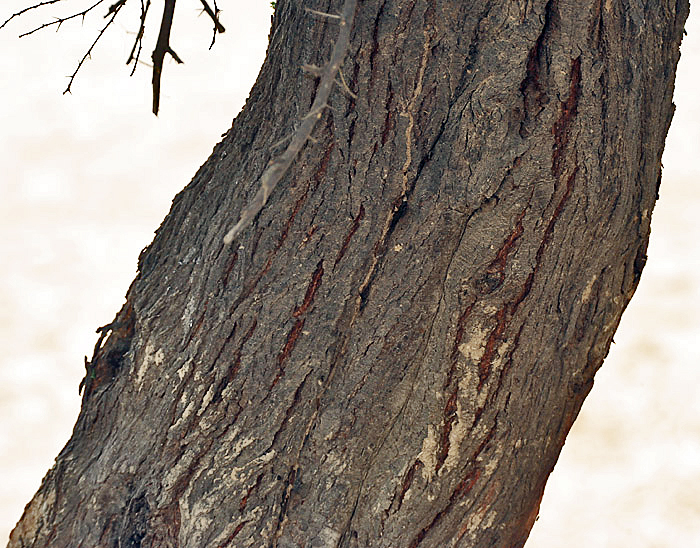
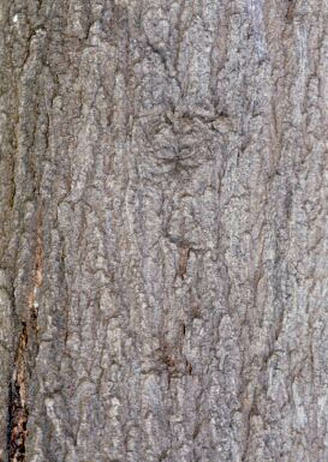
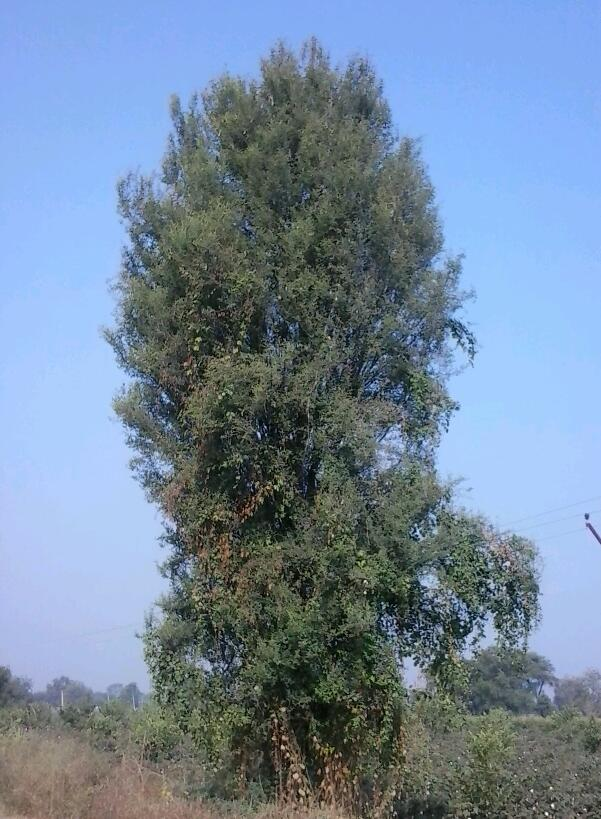